# 井手上恵
井手上 恵（いでがみ めぐみ、1990年2月4日 - ）は、高知放送の女性アナウンサー。鹿児島県鹿児島市出身。血液型はA型。高橋生、フリーアナウンサーの西村志野とは同期である。

## 来歴
大学の先輩の紹介で福岡アナウンススクールを紹介され入校。大学1年の2月から大学4年の6月まで福岡アナウンススクールに通う。大学1年のころ、鹿児島県をPRする「かごしま親善大使」の5代目に就任。鹿児島大学を卒業後、2012年に高知放送に入社。

## パーソナリティー
好きなもの 
- 名探偵コナン（漫画全巻所持）、果物（特に土佐文旦）、コーヒー（淹れる時間も好き）。

 趣味 
- 料理（常に簡単オリジナルレシピを作る）、読書（司馬遼太郎「竜馬がゆく」が大好きだという）、野球応援（広島東洋カープファンだと公言している）。

 嫌いなもの 
- ジェットコースター、高所、ホラー映画、辛い食べ物。

 エピソード 
- 2012年4月7日の「ごきげんBonitoっ!」にて新入社員の高橋生と共に特集をされる[4]。
- 2018年11月9日、今日も元気に～ぶちぬき!!～に有吉都と共に急遽かけつけ石田佳世の誕生日を祝っている[5]。
- 2020年12月22日、村山佐織に引き継ぐ形であさドレッ!わいどのパーソナリティを卒業した[6]。
- 2023年7月8日（高知放送では23日）に放送された日本のチカラ「476グラムの女の子　～あおり、一年生になりました～」で制作を担当した[7]。その翌年11月22日には、民間放送教育協会主催の本番組表彰式で奨励賞を受賞した[8]。
- 2024年4月末をもって「こうちeye1部」の司会を高橋生と交代した。
- 高知放送では同年・同月より、公式ホームページのアナウンサー紹介欄を「アナウンサー・キャスター」に変更。井手上は引き続き同局に在籍しながら、報道制作部キャスターとして出演し、テレビ・ラジオ出演時は「高知放送（またはRKC）キャスター」として引き続き出演を続けている。

## 出演

### 司会
- 南海トラフ地震　地域「防災・減災」シンポジウム（司会、2019年11月18日）[9]

### 出演中の番組

#### テレビ
- こうちeye（隔週月～金曜日の天気キャスター・金曜日ニュース担当（2012年4月～2013年3月）→木曜・金曜日→月～金曜日→月～木曜日→月～水曜日1部（2023年1月～2024年4月）・2部（2022年4月～2025年3月）→水・木曜日2部ニュースキャスター（2025年4月～））
  - 衣装協力に関しては、女性衣装専門ブランド・LOUNIE（ルーニィ）が協力[10][11][12]。
  - 毎年12月下旬（22日～28日）には、高知放送の報道局、スポーツ局などが一堂に結集した「こうちeyeスペシャル（2019年～2021年までRKCスペシャル）こうちこの一年」を放送。2020年からは、月～木曜日のキャスターを担当している河内と共にスタジオ進行役を任されている（2020年のみ有吉も参加）。

#### ラジオ
- 自身が報道局記者およびテレビニュースキャスターのため、定時ニュースも含めてラジオには出演しない。

### 過去の出演番組

#### テレビ
- おはようこうち（2012年4月8日 - 2013年3月31日）
- わんダフォ～（2012年4月9日 - 2016年3月28日）
- RKCニュース
- 日本のチカラ（ナレーション）

#### ラジオ
- 中四国ライブネット（不定期、2012年9月2日など）
- 井手上恵の「2021年も、モ～ちょっと！」[13]
- ラジオアイランドまる○しこく（土曜日担当）[注釈 1]
- 今日も元気にぱわらじっ!!（水曜パーソナリティー、2014年4月2日 - 2020年3月25日）
- あさドレッ！わいど（火曜日担当、村山佐織に交代、2020年3月31日 - 2020年12月22日）
- LUNCHリクエスト
- ひるON♪[注釈 2]
- 朝の話題（平日5:55～6:00に「生島ヒロシのおはよう一直線」（TBSラジオ）内で放送）
- モーニングシャワー
- RKCニュース